# Jaime José Rotman
Jaime José Rotman  es un exarquero de fútbol argentino. Comenzó su carrera en Argentinos Juniors, en 1932, donde jugó hasta 1935. Luego pasó a Vélez Sársfield.
En 1942 juega por una temporada en Club Atlético Atlanta y luego retorna a Vélez donde se retira del fútbol. Una vez que abandona la práctica deportiva asume como director técnico del equipo platense Club de Gimnasia y Esgrima La Plata.

## Trayectoria

### Como jugador
| Club                                   | País      | Año         |
| -------------------------------------- | --------- | ----------- |
| Asociación Atlética Argentinos Juniors | Argentina | 1932 - 1935 |
| Club Atlético Vélez Sársfield          | Argentina | 1936 - 1941 |
| Club Atlético Atlanta                  | Argentina | 1942        |
| Club Atlético Vélez Sársfield          | Argentina | 1943        |

### Como técnico
| Club                                | País      | Año  |
| ----------------------------------- | --------- | ---- |
| Club de Gimnasia y Esgrima La Plata | Argentina | 1944 |